# Mère (Vendée)
Die Mère ist ein Fluss in Frankreich, der im Département Vendée in der Region Pays de la Loire verläuft. Sie entspringt unter dem Namen Ruisseau de Garbaudières, nahe dem gleichnamigen Weiler Les Garbaudières, an der Gemeindegrenze von Breuil-Barret und Saint-Pierre-du-Chemin, entwässert generell Richtung Südwest bis Süd und mündet nach rund 33 Kilometern bei Mervent im Rückstau der Barrage de Mervent als rechter Nebenfluss in die Vendée.

## Orte am Fluss

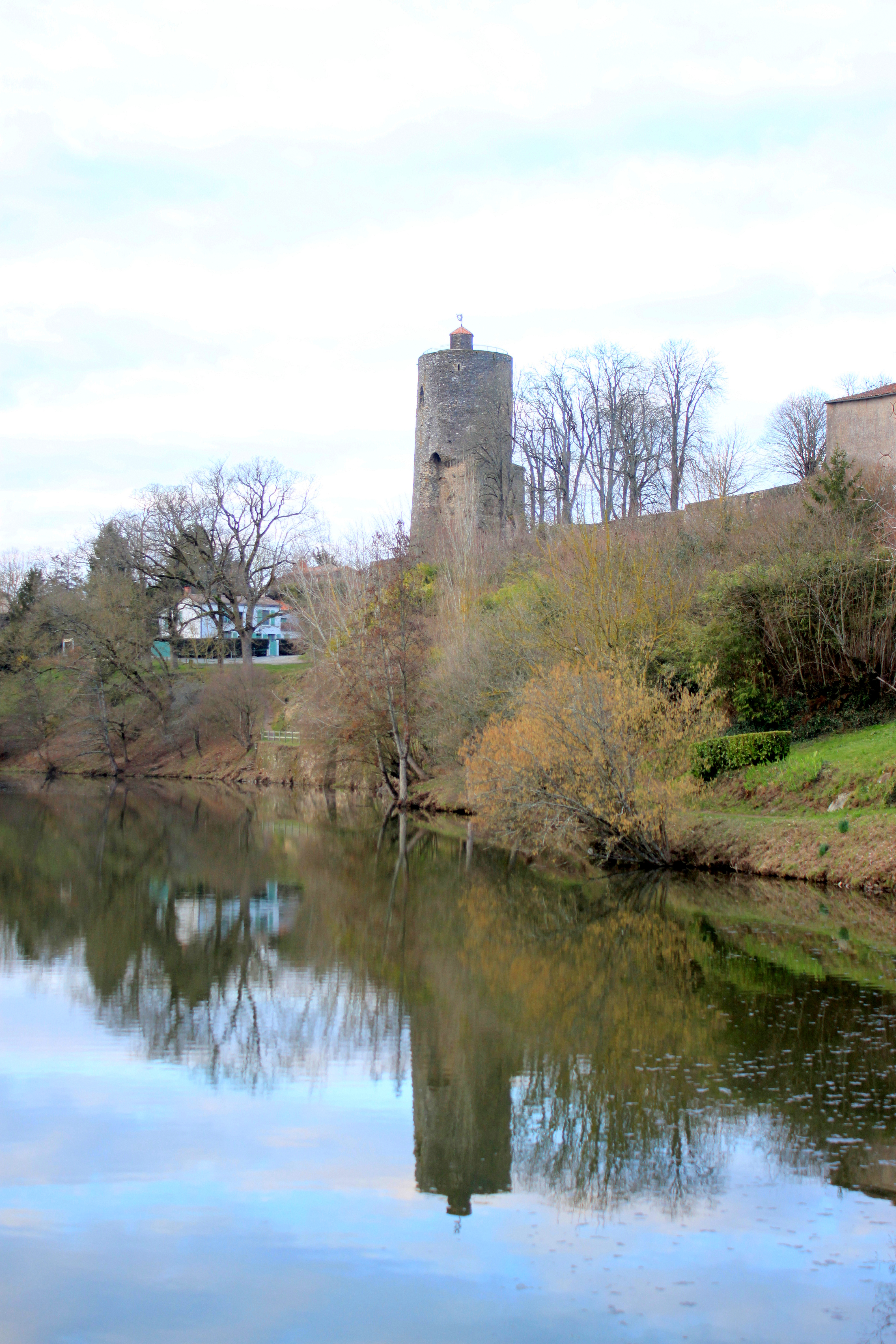
Der Fluss in Höhe der Tour Mélusine in Vouvant

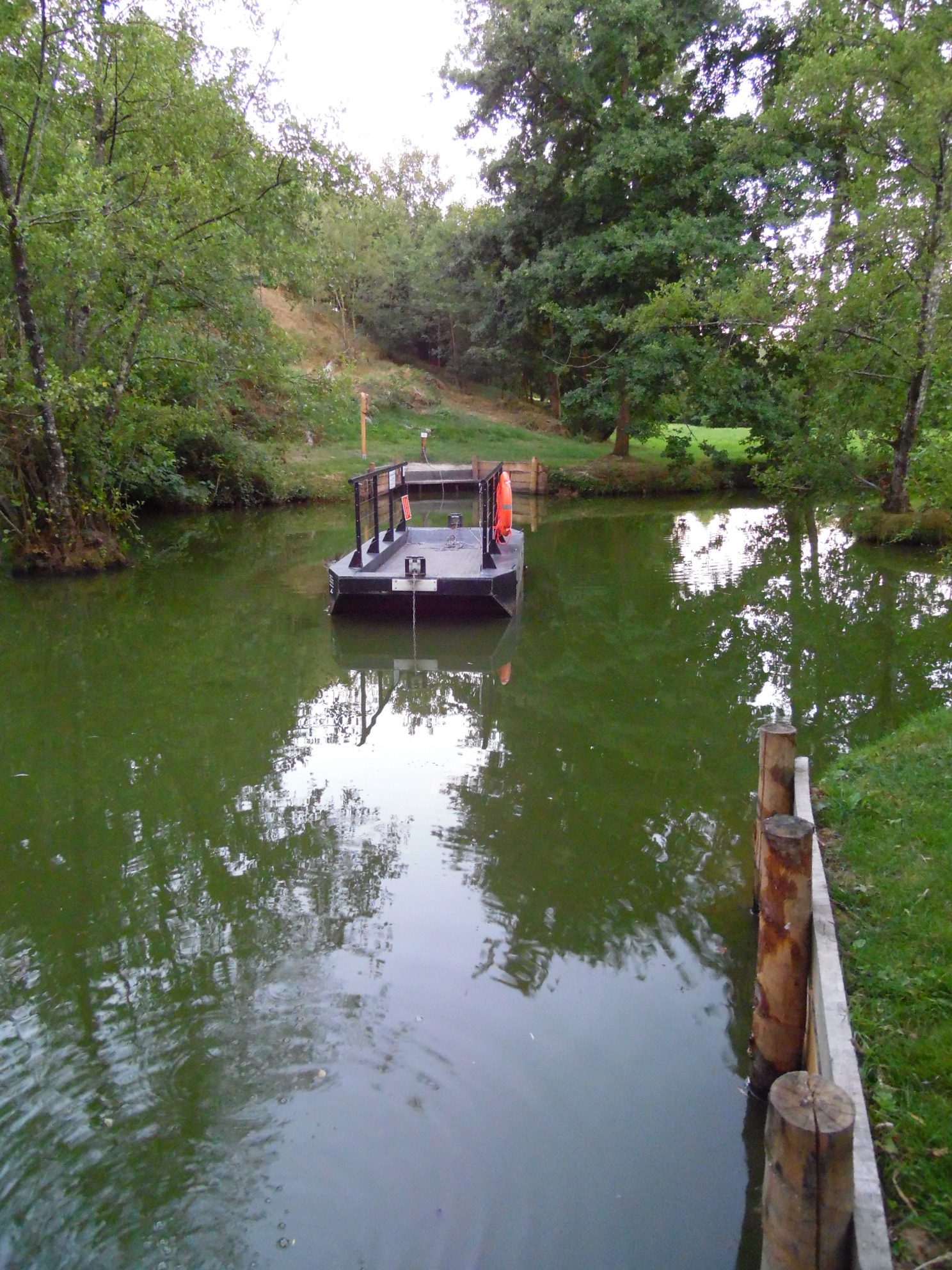
Kettenfähre bei Vouvant

(in Fließreihenfolge)
- Breuil-Barret
- Antigny
- Vouvant
- Mervent